# Cerura bikasta
Cerura bikasta är en fjärilsart som beskrevs av Max Wilhelm Karl Draudt 1932. Cerura bikasta ingår i släktet Cerura och familjen tandspinnare. Inga underarter finns listade i Catalogue of Life.